# Mohammed Diomande
Mohammed Baba Diomande (* 30. Oktober 2001 in Yopougon), auch bekannt als Dio, ist ein ivorischer Fußballspieler. Er steht seit 2024 bei den Glasgow Rangers in der Scottish Premiership unter Vertrag.

## Verein
Mohammed Diomande entstammt der Right to Dream Academy in Ghana, wechselte aber bereits mit jungen 18 Jahren im Januar 2020 zum dänischen Partnerverein FC Nordsjælland. Sein Debüt in der höchsten dänischen Spielklasse bestritt Dio am 19. Februar 2020 (21. Spieltag) beim 6:0-Heimsieg gegen den AC Horsens. Er erarbeitete sich rasch einen Stammplatz in der jungen Mannschaft von Cheftrainer Flemming Pedersen. In dieser Saison 2019/20 absolvierte er 15 Ligaspiele, in denen ihm zwei Torvorlagen gelangen. In diesen Partien wurde er allermeist als Mittelfeldspieler eingesetzt, erhielt aber auch Einsatzzeit auf der linken Außenbahn als Flügelspieler und Außenverteidiger. In der Saison 2022/23 konnte er mit dem Verein die dänische Vizemeisterschaft hinter dem FC Kopenhagen feiern und sich damit für die UEFA Europa Conference League qualifizieren. Dort kam er bis zur folgenden Winterpause zu sieben internationalen Partien, ehe er im Januar 2024 an den schottischen Erstligisten Glasgow Rangers verliehen wurde.

## Nationalmannschaft
Am 23. März 2023 debütierte Diomande für die ivorische U-23 bei einem 3:2-Testspielsieg gegen Marokko. Ein Jahr später gab er sein Debüt in der A-Nationalmannschaft der Elfenbeinküste gegen Gabun.